# Colt Buntline

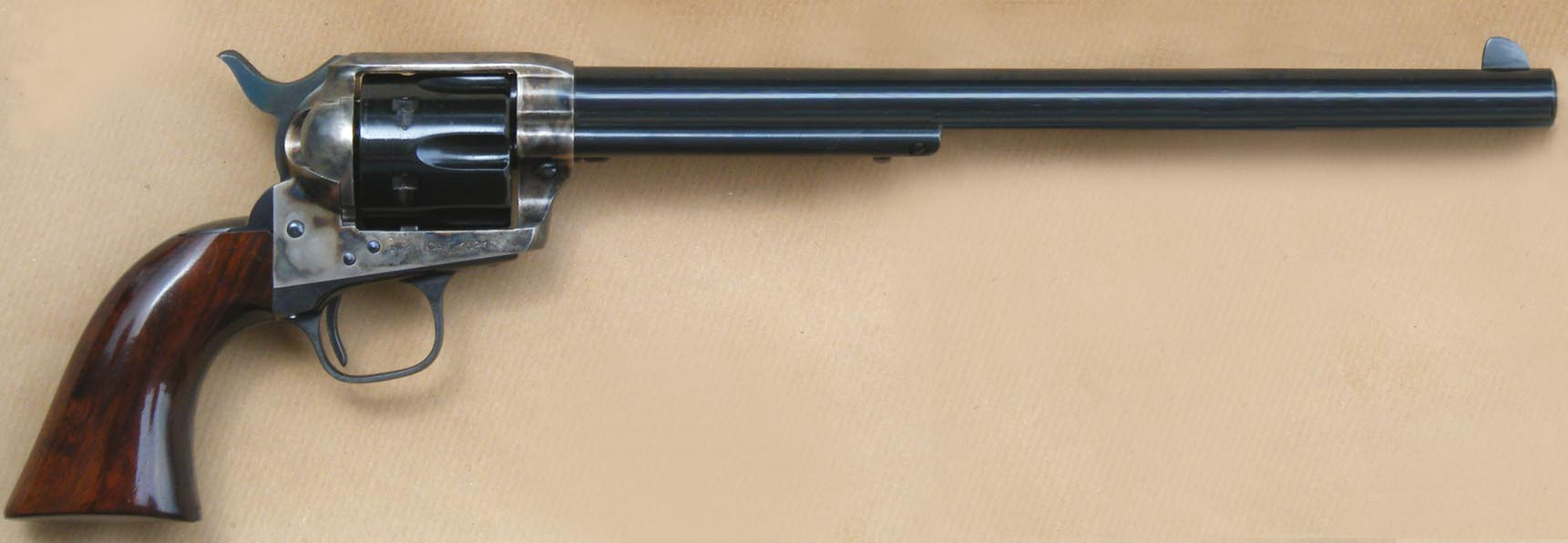
Colt Buntline Special con la canna di 12 pollici

La Colt Buntline è una versione della rivoltella Colt Single Action Army con canna eccezionalmente lunga (12 o 16 pollici per il modello Special) ideata per essere utilizzata come fucile tramite l'aggiunta di un calcio in metallo da agganciarsi all'impugnatura.

## Storia
La storia racconta che il novellista Ned Buntline commissionò alla Colt's Manufacturing Company cinque Colt "Peace Maker Single Action" 'particolari', con la canna lunga ben 12 o 16 pollici (la versione normale della Colt "Peace Maker" aveva la canna lunga 4 pollici e 3/4 nella versione "civile", 5 pollici e 1/2 nella versione "artiglieria", e 7 pollici 1/4 nella versione "militare") e l'impugnatura modificata per potervi attaccare un calcio da fucile in noce, smontabile. L'ordine comprendeva inoltre la realizzazione, per ogni pistola, di una speciale fondina in cuoio modellata per contenere sia la pistola che il calcio. 
Queste pistole vennero donate ai celebri sceriffi di Dodge City: Wyatt Earp, Bat Masterson, Bill Tilghman, Neil Brown e Charlie Bassett.
La reale esistenza di questa particolare rivoltella sembra sia piuttosto incerta, fondamentalmente per quattro significativi motivi: 
1. negli archivi della Colt's Manufacturing Company, stracolmi di ordini di tutti i tipi, anche quelli anonimi e insignificanti, non c'è nessuna traccia dell'ordine di Ned Buntline;
2. nessuno dei cinque esemplari è stato mai ritrovato, nemmeno quella del famoso Wyatt Earp, che lasciò in eredità al suo assistente, John Food Jr., tutta la sua collezione di pistole (ma la Colt Buntline non ne faceva parte);
3. i cinque sceriffi destinatari delle pistole non furono mai in servizio a Dodge City tutti insieme;
4. nei suoi racconti precedenti la pubblicazione (postuma) della sua biografia Wyatt Earp non menzionò mai la Colt "Buntline Special", anzi affermò in differenti occasioni che non gradiva usare revolver dalla canna più lunga di 7 pollici e 1/2 perché di "difficile estrazione".

Inoltre non esistono fotografie che ritraggono nessuno dei cinque sceriffi con quest'arma e non viene mai citata negli articoli di cronaca dell'epoca, sempre piuttosto attenti nel riportare i dettagli delle armi usate negli scontri a fuoco.
La Colt's Manufacturing Company mise (o rimise?) questo modello in produzione a partire dal 1956.

## Citazioni e omaggi
- La Colt "Buntline Special" (ovviamente la "replica" realizzata dopo il 1956) viene usata in almeno due film di Sergio Leone:  in Per qualche dollaro in più da Lee Van Cleef nei panni del colonnello Douglas Mortimer, destando la curiosità di Clint Eastwood, alias Joe "il Monco", e nel film il Buono, il Brutto, il Cattivo da uno degli uomini di "Sentenza" (sempre Lee Van Cleef), che cerca di uccidere, senza riuscirci, Tuco "il Brutto" (Eli Wallach).

- Nel numero 696 di Tex (ottobre 2018), "L'ombra del maestro", a pagina 113, la "Buntline Special" viene presentata dal suo ideatore Ned Buntline mentre si sta recando nei "Five Points" di New York, assieme a Tex Willer, Kit Carson e William "Buffalo Bill" Cody, per incontrare l'ispettore capo Byrnes. A pagina 114 dello stesso numero di Tex è possibile vedere la pistola mentre viene impugnata dal suo ideatore.